# Werner Meier
Werner Meier (Zell, Luzern kanton, 1943. szeptember 2. –) svájci előadó, festő, grafikus, szobrász.

## Élete
Werner Meier 1961 és 1966 között a Kunstgewerbeschule Luzernben tanult (ma Hochschule für Gestaltung und Design). 1968-ban  tanulmányait a Staatliche Kunstakademie Düsseldorfban folytatta,és 1973/74-es tanévben ösztöndíjat nyert az Istituto Svizzero Roma számára. 1976 és 1987 között a Luzerni Művésziskola igazgatója volt. Werner Meier 1965 óta, él más városokban és országokban,elsősorban Luzernben él és dolgozik.

## Díjai
- 1970, 1972: Kiefer Hablitzel Ösztöndíj
- 1972, 1974: szövetségi művészeti ösztöndíj, (ma a svájci művészeti díj )

## Kiállításai
- 1974: Kornschütte Lucerne
- 1987: Galerie Priska Meier, Zell,
- 1994: Kornschütte Lucerne,
- 1995: Willisau Városháza
- 1997: Galerie Pavillon Werd Zürich
- 2004: Art Panorama Lucerne
- 2006: Művészeti Múzeum Lucerne,
- 2010: Sust Stansstad
- 2016: Kornschütte Lucerne, DIES & DAS & JENES